# ドロシー・ソールズベリ・デイヴィス
ドロシー・ソールズベリ・デイヴィス（Dorothy Margaret Salisbury Davis、1916年4月25日 - 2014年8月3日）は、アメリカ合衆国の推理作家。

## 経歴
1916年、イリノイ州シカゴに生まれ、マーガレット・グレールとアルフレッド・J・ソールズベリ夫妻の養子として育った。シカゴの広告会社で調査図書館員やマーチャンダイザーの編集者として勤めた。1946年に、性格俳優のハリー・デイヴィスと結婚し、1993年に彼が死去するまで連れ添った。
長編、並びに短編作品を多く上梓しており、長編にはシリーズが2つ含まれているが、単独作品の方が多い。心理サスペンスの描写にすぐれ、特に危機に直面した女性キャラクターの心情に共感する読者が多いという。
エドガー賞に8回ノミネートされたことがあり、1956年には同賞を主催するアメリカ探偵作家クラブの会長を務め、1985年には巨匠賞を受賞した。
1986年に創設された推理作家団体シスターズ・イン・クライムの運営委員会のメンバーを務め、彼女のサポートにより新しい組織に対するやっかみが減った。
2014年8月3日、ニューヨークのパリセーズの高齢者住宅で死去。数カ月前から体調を崩していた。98歳だった。

## 作品リスト

### ノリス夫人シリーズ
- A Gentleman Called (1951)
- Old Sinners Never Die (1960)
- Death of an Old Sinner (1961)

### ジュリー・ヘイズ シリーズ
- A Death in the Life (1976)
- Scarlet Night (1980)
- Lullaby of Murder (1984)
- The Habit of Fear (1987)

### 長編小説
- The Judas Cat (1949)
- 優しき殺人者 A Gentle Murderer （ 1951年 /  1954年 早川書房 村崎敏郎訳）
- A Town of Masks (1952) - 2001年に再版
- The Clay Hand (1952)
- Black Sheep, White Lamb (1964)
- The Pale Betrayer (1965)
- Enemy and Brother (1967)
- God Speed the Night (1969) - ジェローム・ロスとの共著
- 暗い道の終り Where the Dark Streets Go （ 1970年 /  1973年 早川書房 尾坂力 訳）
- Crime without Murder (1972)
- Shock Wave (1974)
- Little Brothers (1974)
- In the Still of the Night (2001)

### 短編集
- Tales for a Stormy Night (1984)

### アンソロジー
- The Fantastic Universe Omnibus (1960) – "The Muted Horn" を収録
- Great Tales of Mystery and Suspense (1981)
- Murder in Manhattan (1986) – "Till Death Do Us Part" を収録
- Murder on the Run (1998) – "The Scream" を収録
- Murder Among Friends (2000) – "Hank's Tale" を収録
- Sisters on the Case: Celebrating Twenty Years of Sisters in Crime (2007) – "Dies Irae" を収録
- On a Raven's Wing: New Tales in Honor of Edgar Allan Poe (2009) – "Emily's Time" を収録
- Women on the Case (2009) – "Miles to Go" を収録

### 短編小説
- Spring Fever (1952)
- A Matter of Public Notice (1957)
- The Muted Horn (1957)
- Mrs. Norris Visits the Library (1959)
- By the Scruff of the Soul (1963)
- Lost Generation (1971)
- Old Friends (1975)
- The Last Party (1980)
- The Devil and His Due (1981)
- Natural Causes (1983)
- Justina (1989)
- A Silver Thimble (1990)
- The Puppet (1991)
- To Forget Mary Ellen (1992)
- Now Is Forever (1994)
- Miles to Go (1996)
- The Scream (1998)
- Hank's Tale (2000)
- The Letter (2002)

## 文学賞ノミネート歴
エドガー賞 長編賞
- 1959年："A Gentleman Called"
- 1966年："The Pale Betrayer""
- 1969年："God Speed the Night" - ジェローム・ロスとの共著
- 1970年：『暗い道の終り』